# Enrico Radio
Enrico Radio (Trieste, 4 febbraio 1920 – Trieste, 4 aprile 2012) è stato un allenatore di calcio, dirigente sportivo e calciatore italiano, di ruolo centrocampista.

## Carriera

### Giocatore
Mediano votato più al gioco di interdizione che a quello di costruzione, spende l'intera carriera nelle file della Triestina, con cui debutta in Serie A il 16 ottobre 1938 contro il Milan. Dopo tre stagioni da riserva, conquista il posto da titolare nel campionato 1941-1942, mantenendolo fino al 1949 nella linea mediana con Cesare Presca e Antonio Sessa, e contribuendo al secondo posto della stagione 1947-1948.
Nel 1950, dopo la sua dodicesima stagione con la maglia alabardata (in cui scende in campo 7 volte), lascia la Triestina dopo aver disputato 198 partite. Si trasferisce per un biennio nel Marzotto Valdagno, con cui ottiene la promozione in Serie B nel 1951, e dove resta anche l'anno successivo.

### Allenatore
Inizia la carriera di allenatore nel 1952 al Portogruaro, in IV Serie, disputando anche la sua ultima partita da calciatore; nel 1956 diventa il vice del tecnico inglese Jesse Carver, arrivato sulla panchina della Lazio per le ultime 19 giornate del campionato 1955-1956 e confermato anche per l'annata successiva. Due stagioni dopo, l'allenatore britannico lo porta con sé alla guida dell'Inter.
Nel 1958 siede sulla panchina del Treviso in Serie C, subentrando ad Arturo Silvestri. Rimane nella Marca fino al dicembre 1960, quando passa sulla panchina della Sambenedettese e viene sostituito da Francesco Petagna.
Nel 1961 torna alla Triestina, nel frattempo retrocessa in Serie C, e la conduce alla promozione; nella stagione successiva si dimette a dicembre in favore di Gino Colaussi, che conduce gli alabardati alla salvezza. Dopo una breve parentesi sulla panchina del Siena (dove viene esonerato a favore di Lauro Toneatto), nel 1965 viene ingaggiato dal Piacenza, con cui ottiene il sesto posto finale nel campionato di Serie C 1965-1966.
Tornato a Trieste per prendere un periodo di riposo, viene richiamato dalla Triestina al posto di Mario Caciagli, ottenendo la salvezza con due punti di vantaggio sulla Mestrina, e ripetendosi nella stagione successiva. Nella sua terza stagione sulla panchina alabardata ottiene il secondo posto in classifica, alle spalle del Piacenza promosso in Serie B; ciononostante, viene esonerato all'ultima giornata a favore di Guglielmo Trevisan. Nel 1969 torna proprio Piacenza: nonostante una buona partenza, la squadra rimane ben presto invischiata nella lotta per non retrocedere, e Radio viene esonerato poco prima di Natale.
Allena poi il Venezia per due stagioni in Serie C, subentrando nella seconda a Sergio Manente, e nel club neroverde ricopre il ruolo di direttore sportivo nella stagione 1977-1978.
Muore a Trieste il 4 aprile 2012 all'età di 92 anni.

## Palmarès

### Giocatore
- Serie C: 1

Marzotto Valdagno: 1950-1951

### Allenatore
- Serie C: 1

Triestina: 1961-1962